# Aeolostoma melanostoecha
Aeolostoma melanostoecha es una especie de polilla de la familia Tortricidae. Se encuentra en Nueva Guinea.
Fue descrito por primera vez por Diakonoff en 1953.